# Bakskär (Geta, Åland)
Bakskär är ett skär i Geta kommun på Åland (Finland). Den ligger i den nordvästra delen av kommunen. Öns högsta punkt är 20 meter över havet och arean är 0,61 kvadratkilometer. Bakskär ligger på västsidan av Rankoskär. Sundet mellan Bakskär och Rankoskär är mycket grund och i södra änden bara någon meter brett. Söder om Bakskär ligger Sandskär. Åt norr och väster ligger öppet hav.
Terrängen på Bakskär är kal, endast glesa bestånd av buskar och låga träd på östra sidan. Ön sträcker sig ungefär 600 meter i nord-sydlig riktning, och 250 meter i öst-västlig riktning.